# کلیتاون (جورجیا)
کلیتاون (به انگلیسی: Kelleytown) یک منطقهٔ مسکونی در ایالات متحده آمریکا است که در شهرستان هنری، جورجیا واقع شده‌است.